# Euploea tobleri
Euploea tobleri là một loài bướm giáp trong phân họ Danainae. Nó là loài đặc hữu của Philippines.